# Prodegeeria albicincta
Prodegeeria albicincta là một loài ruồi trong họ Tachinidae.